# Legend (banda)
Legend es una banda británica de heavy metal formada en Jersey en 1980.

## Historia
La banda surgió en Jersey, Islas del Canal en 1980, siendo identificada con la floreciente escena de la NWOBHM.
En sus inicios el grupo consistía en Peter Haworth en guitarra, Mike Lezala en voz, Eggy Aubert en bajo, Marco Morosino en guitarra, y David Whitley en batería.
El grupo se caracteriza por su rock duro elaborado, con elementos cercanos al rock progresivo, editan un primer álbum homónimo en 1981, al que le sigue Death in the Nursery, en 1982, apareciendo ese mismo año el EP Frontline.
No obstante la banda entra en inactividad hacia 1984, retornando recién en 2002.
En ese mismo año el sello Monster Records publica Anthology, un compilado incluyendo en dos CD la discografía completa de Legend remasterizada: ambos álbumes, el EP, y temas inéditos.
En el año 2003 el grupo lanza un nuevo álbum de estudio, Still Screaming, por Monster Records, contando a Lezala, Aubert y Haworth como miembros fijos, más un nuevo batería y guitarrista agregados a la alineación, Dave Diggle y Sean Gregory.
En abril de 2013 el álbum The Dark Place ve la luz, esta vez con Jack Pallot en batería.

## Discografía

### Álbumes
- Legend (1981)
- Death in the Nursery (1982)
- Still Screaming (2003)
- The Dark Place (2013)

### EP
- Frontline (1982)

### Compilados
- Anthology (2002)